# Kuldesh Johal
Kuldesh Johal (* 25. September 1980 in Huddersfield) ist ein englischer Snookerspieler aus Leeds.

## Karriere
Mit 17 Jahren versuchte sich Kuldesh Johal erstmals erfolglos in der Qualifikation zu zwei Profiturnieren. 2000 gewann er das Pontins Autumn Open, ein Amateurturnier mit Profibeteiligung im walisischen Prestatyn. Ab diesem Jahr spielte er auch auf der Challenge Tour und erreichte im zweiten Jahr immerhin zweimal die Runde der letzten 32. 2003/04 standen zwei Viertelfinals in der Bilanz. Erfolgreichen Jahren folgten aber immer wieder Rückschläge, das blieb auch mit der Einführung der Pontin’s International Open Series so. Sein erstes Qualifikationsturnier gewann er 2007 mit dem vierten Turnier der Serie, in dem er Craig Steadman, Leo Fernandez und im Finale Lee Walker besiegte. Trotz eines weiteren Viertel- und eines Achtelfinals schaffte er es aber nicht unter die ersten acht der PIOS-Wertung jener Saison. In der Saison 2007/08 erreichte er in Turnier 1 das Halbfinale, gewann Turnier Nummer 2 gegen Andrew Pagett und das sechste Turnier gegen Simon Bedford. Mit zwei zusätzlichen Viertelfinals stellte er eine neue Höchstpunktzahl in der Gesamtwertung auf und schaffte als Toursieger die Qualifikation für die Snooker Main Tour.
Seine erste Profisaison 2008/09 begann er mit zwei Auftaktsiegen. Bei der UK Championship und den China Open erreichte er jeweils Runde 3. Er besiegte unter anderem Spieler wie Paul Davies, Barry Pinches und Joe Swail. Darüber hinaus gab es aber zu viele Erstrundenniederlagen, insbesondere die knappe 8:10-Auftaktniederlage bei der Weltmeisterschaft gegen Jin Long kostete ihn zu viele Punkte. Als 80. der Snookerweltrangliste qualifizierte er sich nicht für ein weiteres Jahr.
Anschließend versuchte sich Johal erneut in der PIOS-Tour, aber über ein Viertelfinale im dritten Turnier kam er nicht hinaus. Als einer der Top-16-Spieler in England nahm er aber im Juni 2010 am EASB-Pro-Ticket-Turnier teil und gewann gegen Robbie Williams im Finale. Dadurch bekam er die Wildcard des englischen Verbands EASB für die Teilnahme an der Profisaison 2010/11.
In der neu geschaffenen Players Tour Championship erreichte er beim zweiten Turnier mit der Runde der letzten 32 sein bestes Profiergebnis. Es folgte eine lange Reihe von Erstrundenniederlagen. Erst bei den letzten drei Turnieren der Saison gelangen ihm einzelne Siege und obwohl er bei der Weltmeisterschaft mit einem 10:8-Sieg über Liam Highfield erstmals Runde 2 erreichte. Er vergab sogar einen weiteren Sieg unter anderem dadurch, dass er beim Stand von 6:7 durch Zuspätkommen aus der Pause einen Frame kampflos verlor und schließlich 7:10 gegen Jack Lisowski verlor. So belegte er am Ende nur Platz 86 der Weltrangliste und verlor erneut seinen Profistatus.
Danach gab Johal seine Profiambitionen auf und machte einen kleinen Post- und Lebensmittelladen in Leeds auf. Amateursnooker spielte er nur noch nebenher. Nach der positiven Entwicklung im Profisnooker unternahm er aber 2015 noch einmal einen ernsthaften Anlauf über die Q School. Beim zweiten Turnier schaffte er es bis ins Gruppenfinale, unterlag dort aber Jason Weston mit 2:4. Dadurch kam er zwar nicht auf die Main Tour, als einer der besten Q-School-Verlierer bekam er aber in der Saison 2015/16 einige der freien Plätze in der Qualifikation der Profiturniere. Allerdings konnte er keine der fünf Chancen zu einem Vorrücken ins Hauptturnier oder eine höhere Runde nutzen.
In den folgenden beiden Jahren versuchte er es weiter mit den Q-School-Turnieren, schied aber jeweils früh aus. Beim für Amateure offenen Paul Hunter Classic 2017 qualifizierte er sich für die Hauptrunde und durch ein Freilos kam er dort bis in Runde 2.

## Erfolge
Qualifikationsturniere
- Pontin’s International Open Series (in Prestatyn, Wales)
  - Saison 2006/07: Sieger Event 4 (Januar 2007)
  - Saison 2007/08: Sieger Event 2 (August 2007) und Event 6 2007/08 (Februar 2008)
- Gewinner des EASB Pro Ticket 2010